# Cirkumstellär skiva
En cirkumstellär skiva är en ringformad ansamling av material i form av gas, stoft, planetesimaler, asteroider eller kollisionsspillror kring stjärnor i olika stadier av sin livscykel. Mer specifikt talar man bland annat om:
- Ackretionsskiva
- Protoplanetär skiva
- Fragmentskiva
- Asteroidbältet
- Kuiperbältet
- Öpik-Oorts kometmoln
- Nebularhypotesen